# Abd al-Malik ibn Marwan
Abd al-Malik ibn Marwan (ur. 646, zm. 705) – kalif z dynastii Umajjadów w latach 685–705. Syn kalifa Marwana I i Aiszy, córki Mu’awiji I. Uważany za jednego z najwybitniejszych kalifów z dynastii Umajjadów.

## Życiorys
Już wieku 16 lat Mu’awija I mianował go szefem kancelarii państwowej w Medynie. Tam pozostał aż do rewolty przeciw następcy Mu’awiji, Jazidowi I (663–682). Zawarł pokój z Bizancjum za cenę płacenia rocznego trybutu, pozwoliło to jednak na podbicie przez wojska muzułmańskie północnej Afryki.
Pokonał szyitów oraz charydżytów podczas drugiej fitny w latach 683–692, w dużej mierze przy pomocy znakomitego wodza Al-Hadżdżadża Ibn Jusufa. W roku 685 został władcą Damaszku.
Zreformował także administrację, wprowadzając do niej język arabski oraz powierzając ją Arabom, oraz przeprowadził reformę pieniężną, rozpoczynając wybijanie własnej złotej i srebrnej monety, w miejsce dotychczas używanej bizantyjskiej. Zorganizował także pocztę.
Z jego inicjatywy rozpoczęto budowę meczetów Umara i Al-Aksa w Jerozolimie.